# Le Musée de l'inhumanité
Le Musée de l'inhumanité est un roman de William H. Gass (1924-2017), écrit en anglais américain, publié en 2013, traduit en français par Claro et publié en 2015 par Le Cherche midi.

## Intrigue
Le roman est construit en 45 chapitres, entrecroisant les vies de Miriam et Joey.
Le début du roman suggère qu'au vu des événements (à l'approche de la catastrophe), à Graz (Autriche), vers 1935, il est urgent qu'une famille autrichienne, peut-être de culture juive, les Skizzen, cherche à fuir en Angleterre d'abord, où ils résident pendant le Blitz (1940-1941), puis à émigrer en Amérique. Pour faciliter les passages et les intégrations, le mari, joueur, imprimeur et violoniste amateur (deuxième crincrin), Rudi Skizzen, change de nom (de références culturelles et de comportement) : Yankel Fixel, puis Raymond (Ray) Scofield. L'épouse Nita Rouse est renommée Miriam. La jeune Dvorah née en Autriche devient Deborah (Deb, Debbie). À Londres, naît Yussel / Joseph / Joey Skizzen / Fixel / Scofield. Puis, le père est réputé évanoui, disparu, enfui, laissant la mère seule avec les deux enfants, à élever, former, éduquer, accompagner, placer.
Le récit, globalement à la troisième personne du singulier, s'intéresse essentiellement au point de vue du personnage principal Yussel-Joey-Joseph. Cette trinité signale au moins un problème d'identité, ou de bivalence (Joey/Joseph). L'absence paternelle inexpliquée détermine une forme de recherche du père, par la musique, la pratique du piano. Cette forme de schizophrénie accompagne le personnage : « Bref, tout ce qui concernait Skizzen était schizo » (p. 133), des esquisses (p. 430).
Le récit commence avec ses années lycée dans cette petite ville de Woodbine, en Ohio, dans le Middle West, où la petite famille a été installée depuis longtemps, sous le nom de Skizzen. En marge du Lycée Woodbine High, où il brille peu, il apprend le piano, et, vers 15-16 ans, il travaille dans une boutique de vente de disques ((High Note), où il se spécialise en musique classique. À la suite d'une embrouille (subie), une vengeance de son collègue, il passe deux années (17-19 ans) à l'Augsburg Community College, d'où il finit par s'échapper, à la suite d'un esclandre, dont il ne serait pas coupable. Il troue alors un emploi à la Bibliothèque publique d’Urichstown, où il reste quelques années, sans doute, jusqu'à ce qu'il doive fuir, à la suite d'une scène subie. De retour chez sa mère, il obtient un remplacement au Whittlebauer College (fac ringarde), à Woodbine, embauché comme spécialiste de la musique contemporaine (p. 225), chargé des seuls compositeurs décédés. Lequel engagement devient après quatre ans plus ou moins définitif, avec allocation d'une grande maison victorienne. Cette installation dure au moins une trentaine d'années, puisque sa mère a environ 80 ans à la fin du récit.

## Personnage unique: Yussel/Joseph/Joey  Skizzen/Fixel/Scofield
« Bref, Joseph se peignait en cible de nombreux malheurs sans pour autant passer pour un idiot » (p. 285). Les relations interpersonnelles, en dehors de sa famille, sont rares. C'est un lycéen puis étudiant volontairement médiocre (Middle C). Il cherche à éviter les contacts les regards, à passer inaperçu, à rester inconnu du gouvernement, un vrai Mr Passe-Partout (p. 214). Ses compétences au piano et à l'orgue le font connaître, mais il reste à distance. La situation se complique quand il cherche un emploi, est amené à fournir des papiers d'identité, et de citoyenneté américaine, ou un numéro de sécurité sociale. Il doit constater qu'il est toujours un résident étranger non enregistré (et encore autrichien), et sa mère refuse de changer de nom pour fournir à son fils un véridique certificat de naissance. Refusant de « se laisser prendre dans les tentacules d’encre d’un lointain et indifférent calmar bureaucratique » (p. 204), il est amené, forcé, à falsifier un permis de conduire, pour pouvoir acheter 50 dollars une voiture, pour faciliter les transferts entre Woodbine et Urichstown. « Il ne pouvait qu'applaudir à son degré de disparition. Son travail, sa voiture, sa chambre, faisaient partie d'un cordon sanitaire dont n'importe quel diplomate aurait été fier » (p. 321).
Il ne fréquente presque personne, en dehors de sa mère, veuve. Sa sœur vit désormais au loin, mariée, enceinte : elle est presque le seul exemple (lointain) de couple, et un souvenir ambigu (« la vaine et valeureuse pom-pom girl » (p. 227)). Ses relations avec des femmes, veuves, ou célibataires, sont rarement durablement euphorisantes, à la double exception de Hazel Hawkins, alias Miss Hérisson et de Miss Moss, son double (« Je traîne ici comme une roussette dans sa grotte » (p. 292), maniaque, dépressive), qui décide de falsifier efficacement son propre permis de conduire, qu'elle n'utilise plus, pour assurer le statut de Joey (et sur lequel il se vieillit de cinq ans). Les autres relations féminines, Madame Mieux, et Marjorie Bruss, se terminent en catastrophe, sans qu'il soit responsable des agressions féminines (scène des coussins, scène des cris). Son inappétence sexuelle est relative (niquer, bite, sperme, émasculer  (p. 81-82), et conditionnée par une autre angoisse : « Á quoi bon des bébés si c'est pour les emballer brutalement dans la terre » (p. 81) ?
Quand le duo mère-fils est enfin installé dans la spacieuse maison victorienne (p. 228), jamais restaurée ni simplement vraiment entretenue, le sous-sol est réservé à l'horticulture maternelle, et le grenier aux archives de Joey, à sa mémoire : il passe une majeure partie de son temps à constituer, en dossiers de coupures de presse et de magazines, un Musée de l'inhumanité ou de l'apocalypse.
« Seul au milieu de sa satanée collection, sa fierté finissait par sortir tel un rot » (p. 236).
Joey collectionne les témoignages des horreurs de l'humanité du monde entier, de toutes les époques, de toutes les cultures : textes, dessins, photos, peintures, sur les brutalités, guerres, massacres, génocides, qu'il s'agisse de Simonide de Céos, du martyre de Saint-Érasme, de  l'anthrax (2001) ou de Charles Manson. Diverses fiches sont intégrées dans le chapitre 41. Le grand œuvre du Professeur Skizzen est de trouver la formule définitive de sa pensée, déclinée en au moins 700 versions, et développée dans tout le chapitre 30 : « La pensée que l'humanité puisse ne pas perdurer a été remplacée par la peur qu'elle s'en sorte » (p. 79).
Le roman de formation se mue en roman de rumination, d'autant que le personnage sait que sa vie repose sur le mensonge et l'hyprocrisie. CV et permis de conduire ont des faux. 
Soucieux de « traverser la vie en étant le moins complice possible des affaires humaines » (p. 515), il a été amené à inventer des micro-récits crédibles sur son passé, sa vie à Vienne, sa vie à Londres (avec les cours du professeur Raymond Scofield (p. 436)). Depuis les vols dans la boutique de disques, où la police a fouillé l'appartement, il craint d'être découvert (par simple vérification des documents fournis), dénoncés par des collègues (ou d'autres personnes). Le dernier quart du roman s'attache à une réunion du comité d'éthique de l'établissement, qui doit traiter d'une fraude. Son sentiment de culpabilité lui certifie qu'il est la victime désignée : menteur, falsificateur, faussaire, Herr Frauduleux Prof, simulateur, et que toute sa vie va bientôt s'effondrer, de même que celui de sa mère...
Miriam Skizzen a su maintenir les traditions autrichiennes. Elle s'occupe de la vie de son fils, elle cuisine autrichien, elle lave le linge, elle parle vieil autrichien, massacre l'anglais, jusqu'à l'installation dans la maison victorienne. Elle cultive son jardin, s'ouvre au cercle des Amis des jardins de Woodbine, s'épanouit à améliorer la faune et la flore de son jardin. Elle s'est mise au latin pour nommer les plantes, et à l'anglais américain pour discuter, échanger, partager. Elle est même parvenue à élargir l'horizon mental de son fils, qui ne fantasme plus trop sur les vers de terre  (p. 62), ou lumbricus terrestris (p. 83). Il suit les aventures maternelles, il s'imagine presque avec plaisir feuille abandonnée (p. 365), une parmi les feuilles d'automne (p. 364) : « N'était-ce pas le désir de son père que d'être enfin sans lien » (p. 365) ?
« Les familles s'emparent de votre âme et la vendent à leurs rêves » (p. 356).

## Personnages
- Famille Skizzen/Fixel/Scofield
  - Joey Skizzen, né à Londres sous le nom de Yussel Fixel, devenu Joseph Skizzen, puis Professeur Skizzen,
  - Mère : Miriam Skizzen, née Nita Rouse, Rudi Skizzen, Miriam Fixel, refusant de se renommer Mary Scofield, plus tard jardinière amateure avec sérieux,
  - Père :Rudi Skizzen, Yankel Fixel, Raymond Scofield, vite disparu (après une grosse victoire aux courses, potentiellement assassiné, ou en fuite),
  - Sœur aînée : Trudi Skizzen, Dvorah Fixel, Deborah Scofied, Deborah Skizzen, puis Deborah Boulder, (principalement évoquée dans les chapitres 27 et 39),
  - Roger Boulder, mari de Deborah.

- Lycée Woodbine High, à Woodbine (Ohio) (chapitres 8 & 9) :
  - Miss Lasswell, première professeure de piano de Joey,
  - Mr. Hirk, second professeur de piano de Joey,
  - Emil and Millicent Kazan, propriétaires du magasin de musique (disques, etc) the High Note,
  - Castle Cairfill, collègue de travail à the High Note, surnommé Cafouille, malade, surmené et pauvre,
  - Mr. Tippet, organiste à l’église catholique Sainte-Anna (que fréquente sa mère), à remplacer.

- Augsburg Community College (Ohio) (chapitres 10-12-13), vestige d’une ancienne colonie utopienne, devenu collège privé luthérien, ou Augsburg University :
  - pour deux années de pénitencier éclairé (p. 141) (préparation de cours et services (tenue de l’orgue et gardiennage), contre logement gratuit), entre 17 et 19 ans,
  - « la confortable petite mare de banalité et de superstition qu’était Augs » (p. 189),
  - Madame Mieux, professeur de français, qui l’attire dans ses coussins, (et Miss Gyer, professeur d’anglais),
  - Dr. Gunter Luthardt, directeur, qui lui signifie de cesser on syncrétisme (p. 183) (jouer de l’orgue pour les catholiques)
  - les collègues qui auraient pu le dénoncer : Clarice Rumble, Chris Knox, Becky Wilhelm, Jackson Leroy, Maurice.

- Bibliothèque publique d’Urichstown (Ohio, chapitres 13-14-15-17-20-21-23-24-26-29-31) :
  - Hazel Hawkins, de Lowell, Miss Hérisson, veuve obèse et étrange, élevant Billy son ours en peluche, gérant diverses décharges, soliste à l’église catholique, vendant une voiture (une guimbarde, la Balourde) à Joey, et lui permettant ainsi de s'installer,
  - Miss Marjorie Bruss, bibliothécaire, Major selon Miss Moss, louant son garage à Joey comme logement,
  - Miss Moss, bibliothèque adjointe, un spectre, un peu rachitique, dans son sous-sol donjon-bunker,
  - Portho, clochard client de local chauffé, barbe-bouche (p. 314), traînant dans la bibliothèque, ou ronflant et expulsé, quémandeur...

- Whittlebauer College, à Woodbine (Ohio) (chapitres 19-22-23-24-26-32-33-34-40-42-44-45) : cours sur les tendances de la musique moderne) :
  - Howard Palfrey, président, pieux, modeste, prudent, célibataire, sensible, attentionné, doux, moite,
  - Miss Gwynne Withers, nièce du président Palfrey, chanteuse, vite mariée au pianiste Herbert Kleger,
  - Miss Hazel Hazlet, bibliothécaire bourrue
  - Franklyn Funk, doyen,
  - Clarence Carfagno, professeur de musique, vite décédé,
  - Morton Rinse, professeur de musique, mince, magicien amateur,
  - Andrew "Kit" Carson, professeur d'histoire,
  - Steve Smullion, professeur de biologie, auteur du livre ‘’Biologie pour les enfants’’,
  - et autres zèbres, dont
    - Frederick Maine, ancien agriculteur local, principal donateur du collège, dont la maison où vivent les Skizzen.

## Éditions
- Middle C (2013) Publié en français sous le titre Le Musée de l'inhumanité, traduit par Claro, Paris, Le Cherche midi, coll. « Lot 49 », 2014  (ISBN 978-2-7491-3307-2)

## Conception
L'idée date de 1998.
La première réalisation apparaît en 2001.
L'ensemble serait le résultat d'une quinzaine d'années de réflexion et d'écriture.

## Réception
Le lectorat francophone est ravi ou enthousiasmé.

## Récompenses
- Médaille William Dean Howells 2015, de l'Académie américaine des arts et des lettres